# Церква Святих Апостолів Петра і Павла (Сільце)
Церква Святих Апостолів Петра і Павла в Сільці — парафія і храм Підгаєцького благочиння Тернопільської єпархії Православної церкви України в селі Сільце Тернопільського району Тернопільської области.

## Історія церкви
У 1989 році парафіян каплиці в селі Сільце вітав священник Василій Боднарчук. На будівництво нового храму їх надихнув о. Петро Федів з Підгайців.
12 липня 1994 року архієпископ Тернопільський і Бучацький Василій освятив наріжний камінь під будівництво храму Святих Апостолів Петра і Павла зі словами: «Віра без діла — мертва!». Поруч із церквою розташована дерев'яна дзвіниця XVIII століття.
У селі також знаходяться:
- каплиця Святого Рівноапостольного Князя Володимира Великого (1992);
- дерев'яна каплиця Святих Апостолів Петра і Павла (1941);
- фігура Божої Матері (1932, відновлена у 1990).

## Парохи
- о. Василій Боднарчук,
- о. Олег Дрюченко (з ?).